# Bni Faghloum
Bni Faghloum  (in arabo بني فغلوم‎?) è un centro abitato e comune rurale del Marocco situato nella provincia di Chefchaouen, regione di Tangeri-Tetouan-Al Hoceima. Conta una popolazione di 10 378 abitanti (censimento 2014).